# فریستاد
فریستاد (به سوئدی: Fristad) یک منطقهٔ مسکونی در سوئد است که در بخش بوروس واقع شده‌است. فریستاد ۵٫۱۱ کیلومتر مربع مساحت و ۴٬۹۲۴ نفر جمعیت دارد.